# علی‌آباد (سبزپوش)
علی‌آباد روستایی از توابع دهستان سبزپوش است در بخش ارد شهرستان گراش و در جنوب استان فارس در ایران واقع شده‌است.
پیشهٔ عمده مردم این روستا کشاورزی و دامداری است. تعداد چند حلقه چاه در روستا وجود دارد که از آب‌های آن‌ها برای امور کشاورزی استفاده می‌شود.
آب چاه‌ها حداکثر قابلیت کشت گندم, جو، هندوانه و به صورت نادر برخی دیگر از صیفی جات و نخل خرما و گز را دارند.